# Ипер (окръг)
Ипер (на нидерландски: Ieper) е окръг в Западна Белгия, провинция Западна Фландрия. Площта му е 550 km², а населението – 106 251 души (по приблизителна оценка от януари 2018 г.). Административен център е град Ипер.